# Eilema nigrocincta
Eilema nigrocincta là một loài bướm đêm thuộc phân họ Arctiinae, họ Erebidae.